# 榎宮祐
榎宮 祐（かみや ゆう、本名：Thiago Furukawa Lucas / チアゴ・フルカワ・ルーカス、1984年11月10日 - ）は、日本の漫画家・イラストレーター・小説家・バーチャルYouTuber。
ブラジル出身。埼玉県在住。ストレートエッジ所属。
妻は漫画家・イラストレーターの柊ましろ。身長は163cm。

## 略歴
日系ブラジル人（イタリア人・ポルトガル人とのハーフの移民系ブラジル人と、日本人とのクォーター）である。ブラジルで生まれ、幼少期はアメリカで過ごし、7歳のときに日本に移住。国籍は現在でもブラジルにあるため、在日ブラジル人である。
小学校時代は外国人という偏見によるいじめを受け、中学時代は不登校でゲームばかりしていた。高校時代に絵を描くようになり、同人活動を開始するも、初めての即売会では0部を達成。しかし、同人誌を見た業界関係者からの依頼で、『MELTY BLOODアンソロジー VOL3』にカラーイラストと漫画が掲載され、高校在学中に商業デビューを果たす。
2005年、『月刊電撃コミックガオ!』（メディアワークス）同年11月号で『エアリセ』の連載を開始。初めての漫画連載となる。
2008年より、鏡貴也によるライトノベルシリーズ『いつか天魔の黒ウサギ』のイラストを担当している。本作品はヒットとなり、2011年7月にアニメ化された。
2011年5月に胃癌と診断され、『電撃マ王』で連載していた『グリードパケット∞』の連載を休止。6月20日にアメリカへ渡り、現地の病院で手術と治療を受ける。8月に退院して帰国。現在も癌予防の治療を行っている。また、同じ8月に自身のアシスタントである柊ましろと結婚した。
2012年、自ら執筆・イラストを行った、ライトノベルシリーズ『ノーゲーム・ノーライフ』の刊行を開始。ヒット作品となり、2013年7月にアニメ化が発表され、2014年4月から6月まで放送された。
2013年、合作という形で『クロックワーク・プラネット』の刊行を開始。また柊ましろと共同で『ノーゲーム・ノーライフ』のコミカライズの連載を開始。榎宮によると事実上の漫画家業の復帰作と述べている。
2015年5月7日、柊ましろとの間に子供ができたとの報告があった。

## 人物・作風
ペンネームの由来は、「かみや」という響きが好きで、名字は「神谷」にしたかったが、自称するのは恐れ多いということで、「か」と「みや」と読みを分けて「か宮」とした。「か」の漢字は、眼を閉じて数秒間変換していると、「榎」で止まっていたため、それに決定した。名前の「祐」は適当に決めたそうで、当時熱中していた『Kanon』の主人公である相沢祐一から取った気がするとも述べている。
イラストは「榎宮塗り」と言われる、虹色を織り交ぜた色鮮やかな着色が特徴。
元々はイラストレーターとして活動していたが、のちに漫画家に転向する。初めてライトノベルのイラストを担当した『イレギュラーズ・パラダイス』が、著者の都合で終了となったため、自分一人の責任で全てが決まる漫画をやってみたいと思ったのが理由である。そのため、ライトノベルの挿絵の仕事はあまり受けておらず、同じ理由からコミカライズの仕事も断っている。
胃癌の発覚後は、治療との両立が可能なライトノベル作家としての活動を主としている。
自サイトのギャラリーの絵はほとんどが東方Projectの鈴仙・優曇華院・イナバで構成されており、その好みは自身の連載作品にも影響を与えている。
好きなゲームとしてアーマード・コアシリーズを挙げている。『ノーゲーム・ノーライフ』6巻は『アーマード・コア ヴァーディクトデイ』のBGMを流しながら書き上げたとのことである。
同人音楽ユニットCOOL&CREATEのジャケットをいくつか手掛けていた縁で、『グリードパケット∞』の特装版付属ドラマCDに楽曲の提供を受けている。

## 作品一覧

### 連載中
- グリードパケット∞（2008年2月号 - 2011年8月号から長期休載、電撃マ王）
- ノーゲーム・ノーライフ（2013年3月号 - 、原作、キャラクター原案、共同作画：柊ましろ、コミックアライブ）
- クロックワーク・プラネット（2013年11月号 - 、原作、共同原作：暇奈椿、キャラクター原案：茨乃、漫画：クロ、月刊少年シリウス）

### 単行本
- MELTY BLOOD コミックアンソロジーVOL.3（宙出版）
- ToHeart2アンソロジーコミックvol.1（FOX出版）
- エアリセ（電撃コミックス、全4巻）
- グリードパケット∞（電撃コミックス、既刊4巻）
- ノーゲーム・ノーライフ（原作、キャラクター原案、共同作画：柊ましろ、MFコミックス）
- クロックワーク・プラネット（原作、共同原作：暇奈椿、キャラクター原案：茨乃、漫画：クロ、シリウスKC）

### 小説
- ノーゲーム・ノーライフ（著、イラスト、MF文庫J、既刊13巻）
- クロックワーク・プラネット（共著：暇奈椿、イラスト：茨乃、講談社ラノベ文庫、既刊4巻）

### イラスト・挿絵
- イレギュラーズ・パラダイス（著：上田志岐、富士見ミステリー文庫、全4巻）
- 山姫アンチメモニクス（著：三上延、電撃文庫、全2巻）
- いつか天魔の黒ウサギ（著：鏡貴也、富士見ファンタジア文庫、全18巻）
- 僕は友達が少ない ゆにばーす2（イラスト参加）
- TVアニメ 僕は友達が少ないNEXT（第10話エンドカード）

### その他
- COOL&CREATE 『COOL&CREATE東方ボーカルコレクションII "スーパーあまねりお"』（ジャケットイラスト）
- COOL&CREATE 『COOL&CREATE東方ボーカルコレクションIII "スーパーシャッターガール"』（ジャケットイラスト）
- COOL&CREATE 『ぎりぎり☆あまねりお』（ジャケットイラスト）
- COOL&CREATE 『からふるすまいる』（ジャケットイラスト）
- COOL&CREATE 『ミラクルあまねりお』（ジャケットイラスト）
- COOL&CREATE 『ハローハイパースター』（ジャケットイラスト）
- COOL&CREATE 『ハイパー×ハイパーあまねりお』（ジャケットイラスト）
- COOL&CREATE 『東方インストライク』（ジャケットイラスト）
- COOL&CREATE 『COOL&CREATE東方ボーカルコンプリートコレクション とうほう☆あまねりお』（ジャケットイラスト）
- COOL&CREATE 『艦隊乙女』（ジャケットイラスト）

### 脚本
- ノーゲーム・ノーライフ（第8話）[13][14]